# Todd Morse
Todd Morse (New York, 21 januari 1968) is een Amerikaans muzikant die vooral bekend is als de huidige bassist van de Amerikaanse punkrockband The Offspring. Ook staat Morse bekend als voormalig gitarist van de band H2O waar hij samen met zijn broer Toby Morse in zat.

## Biografie
Morse is de tweede van drie broers. Toen Morse vijf jaar oud was, stierf zijn vader aan een zeldzame hartaandoening, en Morse werd opgevoed met de hulp van zijn broers en grootouders omdat zijn moeder begon te werken bij meerdere banen. Morse en zijn familie verhuisden naar Newport, en later naar St. Mary's County.
In 1995 begon Morse zijn muziekcarrière en sloot hij zich op verzoek van zijn broer Toby Morse als gitarist aan bij diens band H2O. Met H2O heeft Morse tot nu toe zes studioalbums en een livealbum uitgebracht. Na een gezamenlijke tournee met H2O en Sum 41 richtte Morse onder het pseudoniem Dr. Rocco, samen met Jason McCaslin van Sum 41, het zijproject The Operation MD op. In deze band is Morse de zanger, speelt hij gitaar en keyboard terwijl McCaslin de achtergrondzang, bas en keyboard verzorgt. De band bracht in 2007 en 2010 twee studioalbums uit. Ze zijn ook te horen op het compilatiealbum Song for Africa - Rwanda: Rises Up! (2010) met het nummer "We Stand".
In 2003 trad Morse toe tot de band Juliette and the Licks en speelde op alle platen van de band. Hij verliet de groep in 2008 kort voor de definitieve breuk.
In 2009 werd Morse de slaggitarist voor The Offspring voor de tournees. In 2012 deed Morse achtergrondzang voor het album Days Go By. In 2019 nam Morse de plaats in van Greg K. als bassist en werd een officieel lid van de band. Hoewel Morse zich al bij de band had gevoegd en al in videoclips verscheen, werd de basgitaar op Let the Bad Times Roll gespeeld door Dexter Holland. In 2022 bracht Morse zijn eerste solo-single Everything Fun (Is Bad for Me) uit.

### Persoonlijk
Morse is getrouwd met Kimberley Morse en heeft twee dochters.

## Discografie
| Jaar | Artiest                | Titel                       |
| ---- | ---------------------- | --------------------------- |
| 1996 | H2O                    | H2O                         |
| 1997 | H2O                    | Thicker than Water          |
| 1999 | H2O                    | F.T.T.W.                    |
| 2001 | H2O                    | Go                          |
| 2005 | Juliette and the Licks | You're Speaking My Language |
| 2006 | Juliette and the Licks | Four On The Floor           |
| 2007 | The Operation MD       | We Have an Emergency        |
| 2008 | H2O                    | Nothing to Prove            |
| 2010 | The Operation MD       | Birds + Bee Stings          |
| 2011 | H2O                    | Don't Forget Your Roots     |
| 2012 | The Offspring          | Days Go By                  |
| 2019 | Als solo artiest       | Late Bloomer                |
| 2024 | The Offspring          | Supercharged                |

- Bibsys: 7050586
- MusicBrainz: 3b075357-b65e-49c4-9770-79290088d388
- Système universitaire de documentation: 113513321